# Stigmella poterii
Stigmella poterii là một loài bướm đêm thuộc họ Nepticulidae. Nó được tìm thấy ở Fennoscandia đến Pyrenees và Ý, và từ Ireland đến Ukraina.
Sải cánh dài 3–5 mm.
Ấu trùng ăn Filipendula ulmaria, Potentilla anserina, Potentilla erecta, Potentilla palustris, Potentilla tabernaemontani, Rubus arcticus, Rubus chamaemorus, Rubus saxatilis, Sanguisorba minor và Sanguisorba officinalis. Chúng ăn lá nơi chúng làm tổ. 